# 琉球人の一覧
この記事では、東アジアに位置する現在の日本国の沖縄県、または鹿児島県に居住する琉球諸島の先住民である琉球人の中から、著名な人物を一覧する。

## 武道
- 松村宗棍
- 糸洲安恒
- 安里安恒
- 摩文仁賢和 (糸東流)
- 船越義珍 (松涛館)
- 宮城長順 (剛柔流)
- 本部朝基 (本部流)
- 島袋龍夫  (一心流（英語版）)
- 上地完文（英語版）  (上地流)
- 屋部憲通 (少林流)

## 学術、ジャーナリズム、文学
- 蔡温
- 向象賢
- 程順則
- 伊波普猷
- 東恩納寬惇
- 太田朝敷、ジャーナリスト
- 大城立裕、小説家
- 久志芙沙子、小説家

## 音楽
- 安室奈美恵
- BEGIN (バンド)
- BENI
- Cocco
- DA PUMP
- GACKT、シンガーソングライター兼俳優
- 元ちとせ
- HIGH and MIGHTY COLOR
- MAX (音楽グループ)
- MONGOL800
- ORANGE RANGE
- SPEED
- ステレオポニー

## 芸術
- 石川真生（英語版）（1953年 - ）、写真家
- 照屋勇賢（1973年 - ）、彫刻家、アーティスト
- 山城 知佳子（1976年 - ）、映画監督

## 芸能
- 新垣結衣 （1988 - ）、モデル、女優、テレビドラマ『逃げるは恥だが役に立つ』で知られる
- 仲宗根梨乃、振付師
- 二階堂ふみ、女優、モデル
- 比嘉愛未、女優、映画先生!で知られる

## スポーツ
- 新垣渚（1980年 - ）、野球選手
- 伊良部 秀輝（1969 – 2011）、野球選手
- 新城幸也、競輪選手
- 我那覇和樹、サッカー選手
- 具志堅用高、ボクサー
- 平仲明信、ボクサー
- 渡嘉敷勝男、ボクサー
- 比嘉大吾（1995年生）、ボクサー
- 宮里藍、ゴルファー
- ケン・グシ（英語版）、ドリフター

## ディアスポラの琉球人

### ハワイ
- エセル・アザマ（英語版）、(1934年 – 1984年) 琉球系のジャズシンガー
- ライアン・ヒガ（1990年 - ）、YouTuber
- デービッド・イゲ（1957年 - ）、元ハワイ州知事
- エイキ・コバシガワ（1917年 – 2005年）、アメリカ合衆国第二次世界大戦兵士でメダル・オブ・オナー受章者
- ヨシ・オヤカワ（英語版） （1933年 - ）、オリンピック金メダリスト
- ジェイク・シマブクロ（1976年 - ）、ウクレレ奏者

### アメリカ合衆国のその他の地域
- Kishi Bashi、ヴァイオリニスト、ミュージシャン
- Yuki Chikudate（英語版）、歌手
- タムリン・トミタ、女優
- ブライアン・ティー、俳優
- Natasha Allegri（英語版）、ストーリーボードアーティスト
- デーブ・ロバーツ、野球選手、コーチ
- Maya Higa（英語版）、YouTuber、自然保護活動家

### その他の国
- 金城武、台湾の俳優

## 著名な架空のキャラクター
- ミスター・ミヤギ（英語版） - ベスト・キッド 三部作でパット・モリタが演じた登場人物
- ムゲン - サムライチャンプルーの登場人物
- 乙姫ムツミ - ラブひなの登場人物
- マキシ - ソウルキャリバーの登場人物
- 宮城 リョータ - Slam Dunk の登場人物
- ユリ・ミヤゾノ - ウィッチブレイドの登場人物
- ナンジョウ・タケシ、アラカキ・マリ、リュウズカ - ボディガード牙 必殺三角飛びの登場人物
- シーサー ‐ 漫画・アニメ『ちいかわ』の登場人物